# Marcha Mundial de las Mujeres
La Marcha Mundial de las Mujeres es un movimiento mundial de acciones feministas que reúne grupos de mujeres y organizaciones que actúan para eliminar las causas que originan la pobreza y la violencia contra las mujeres. Desde el año 2000 ha movilizado a través de acciones internacionales, nacionales y regionales, a centenares de mujeres en torno a la lucha por la justicia económica, el cambio  social y los derechos reproductivos de las mujeres, incluyendo la despenalización del aborto.
Desde la primera convención feminista llevada a cabo el 9 de julio de 1848 en Séneca Falls “Convecion de Séneca Falls”, podemos ver un pulcro avance en cuanto a derechos de la mujer.

## Antecedentes
En 1995 la Federación de mujeres de Quebec organizó una primera Marcha de las mujeres en la cual participaron 850 mujeres que marcharon durante 10 días por reivindicaciones sobre justicia económica. En la meta final fueron acogidas por 1500 personas. Después de este éxito surgió la idea de realizar una Marcha Mundial de las Mujeres en el año 2000.

## Primeras acciones
El 8 de marzo de 2000 se formalizó el lanzamiento de la primera Acción internacional en Ginebra, Suiza y culminó en el palacio de Naciones Unidas en Nueva York.

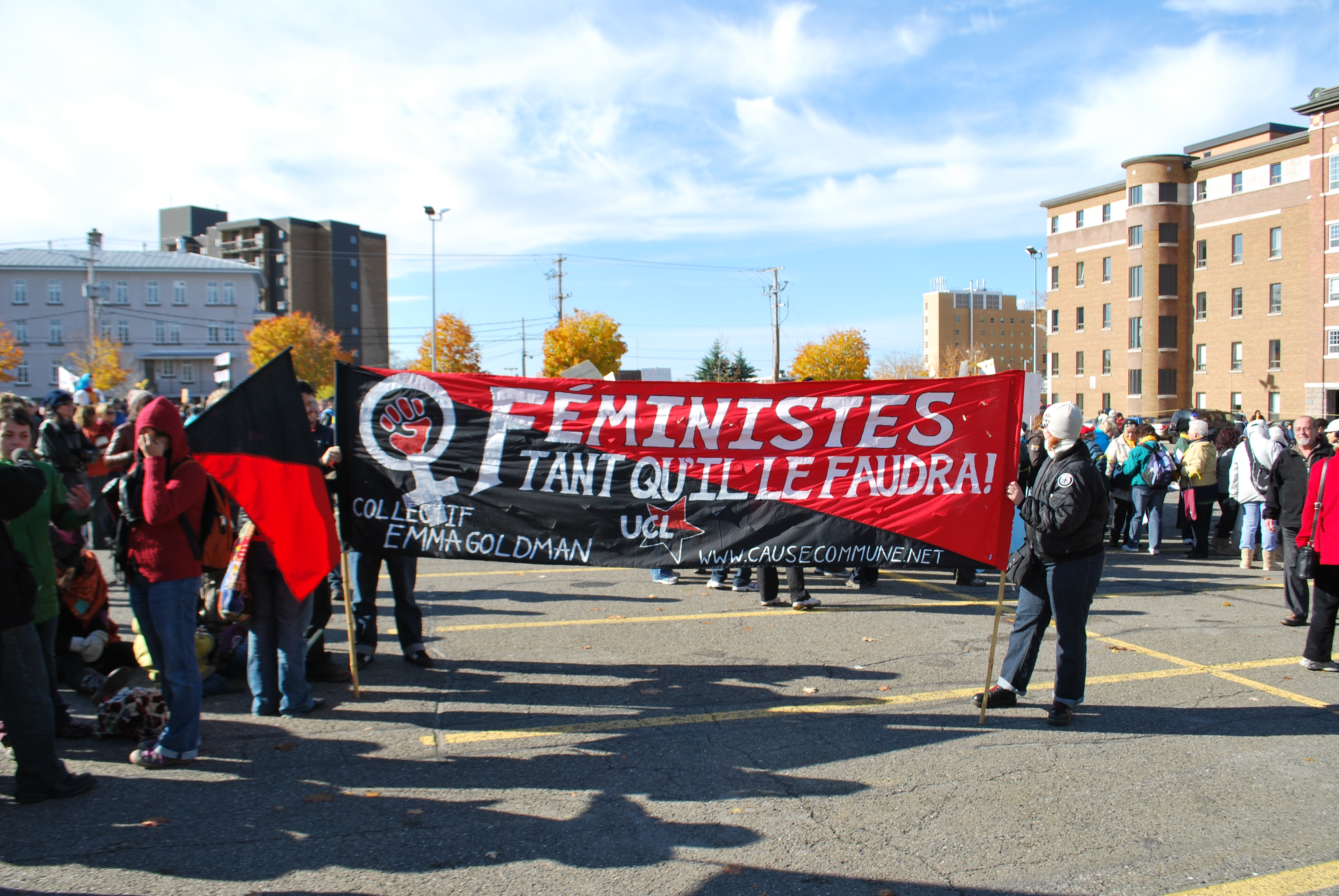
Grupos feministas de Quebec presentes en la marcha mundial de las mujeres en 2010.

Una tercera acción se realizó en el 2005 en la cual entre el 8 de marzo y 17 de octubre las mujeres a nivel mundial hicieron un relevo global de reivindicaciones. Se hizo también pública la Carta Mundial de las mujeres por la humanidad.
Por otro lado, ante la reunión de evaluación de 2005 de los Objetivos del Milenio, La MMM elaboró el documento "Cambiar de Rumbo. Cambiar de rumbo. Los objetivos de desarrollo para el milenio vistos a través de la carta mundial de las mujeres para la humanidad" donde se señala la ausencia de metas e indicadores de empoderamiento salvo el dato de la presencia de mujeres en los parlamentos nacionales. Se critica que el tratamiento de las cuestiones de género se centre en un solo objetivo cuando debería ser un tema transversal ya que estas desigualdades atraviesan todos los ODM y deberían ser contempladas en cada uno de ellos. La ausencia del problema de la violencia de género o el abandono de un enfoque de derechos incluidos los sexuales y reproductivos son también objeto de cuestionamiento por los movimientos feministas.
La cuarta acción se llevó a cabo en el 2010 donde diferentes grupos de mujeres han realizado acciones entre el 8 de marzo y el 17 de octubre. El punto final de esta marcha fue en Bukavu, República Democrática de Congo. Esta elección se hizo como gesto de solidaridad con la situación de violencia que se vive en la región.
La Marcha Mundial de las Mujeres de Brasil se fortaleció con los sucesivos Foros Sociales Mundiales. En el primero de ellos, realizado en Porto Alegre, la Marcha presentó la Carta das Mulheres Brasileiras, una carta de reivindicaciones que exige tierra, trabajo, derechos sociales, autodeterminación de las mujeres y soberanía del país. La Marcha tiene estrecha relación con las mujeres campesinas de Brasil.

## Objetivos
En el Sexto Encuentro Internacional de la Marcha Mundial de las Mujeres, entre el 2 y el 9 de julio de 2006, la Marcha actualizó sus objetivos y los fijó en las siguientes líneas:

1. Fortalecer y mantener un vasto movimiento de solidaridad entre todas las mujeres y organizaciones de base para que la Marcha constituya un gesto de afirmación de las mujeres del mundo.
2. Promover la igualdad y la justicia entre mujeres y hombres, entre mujeres y, entre todos los pueblos.
3. Seguir construyendo y fortaleciendo un amplio proceso de educación popular donde todas las mujeres puedan analizar por sí mismas y para ellas mismas, las causas de su opresión, de su discriminación y las posibles alternativas.
4. Poner en práctica las reivindicaciones y las alternativas comunes a los movimientos de las mujeres del mundo, a escala local, nacional, regional e internacional, en torno a los temas de pobreza y de violencia hacia las mujeres.
5. Ejercer presiones políticas sobre los gobiernos y las instituciones políticas multilaterales (por ej. la ONU), para que realicen los cambios necesarios para mejorar las condiciones y la calidad de vida de las mujeres del mundo, incluyendo una política de desarme y de resolución pacífica de conflictos, el fin de todas las impunidades y de la corrupción, el uso de la violación como arma de guerra, las ocupaciones y la presencia militar extranjera al igual que la imposición de bloqueos políticoeconómicos.
6. Rechazar y denunciar las instituciones internacionales financieras, económicas y militares (FMI, OTAN, OMC, BM, corporaciones transnacionales, agencias de cooperación que condicionan nuestras luchas, etc.) que empobrecen y marginan a las mujeres, e incrementan la violencia hacia ellas, y trabajar con propuestas institucionales alternativas.
7. Llevar a la población en general, los otros sectores de la sociedad y a los movimientos sociales a apoyar y realizar los cambios que sean necesarios para mejorar, la posición, las condiciones y la calidad de vida de las mujeres del mundo entero.
8. Elaborar e instrumentar acciones y propuestas feministas con miras a denunciar las corporaciones, instituciones económicas y financieras y gobiernos que propician la explotación y la degradación de nuestros recursos, los cambios climáticos y la pérdida de nuestra biodiversidad. Luchar por la soberanía en la gestión de nuestros recursos medioambientales que lleve a un modelo de desarrollo que atienda las necesidades fundamentales de las generaciones presentes y futuras.

## Áreas de acción

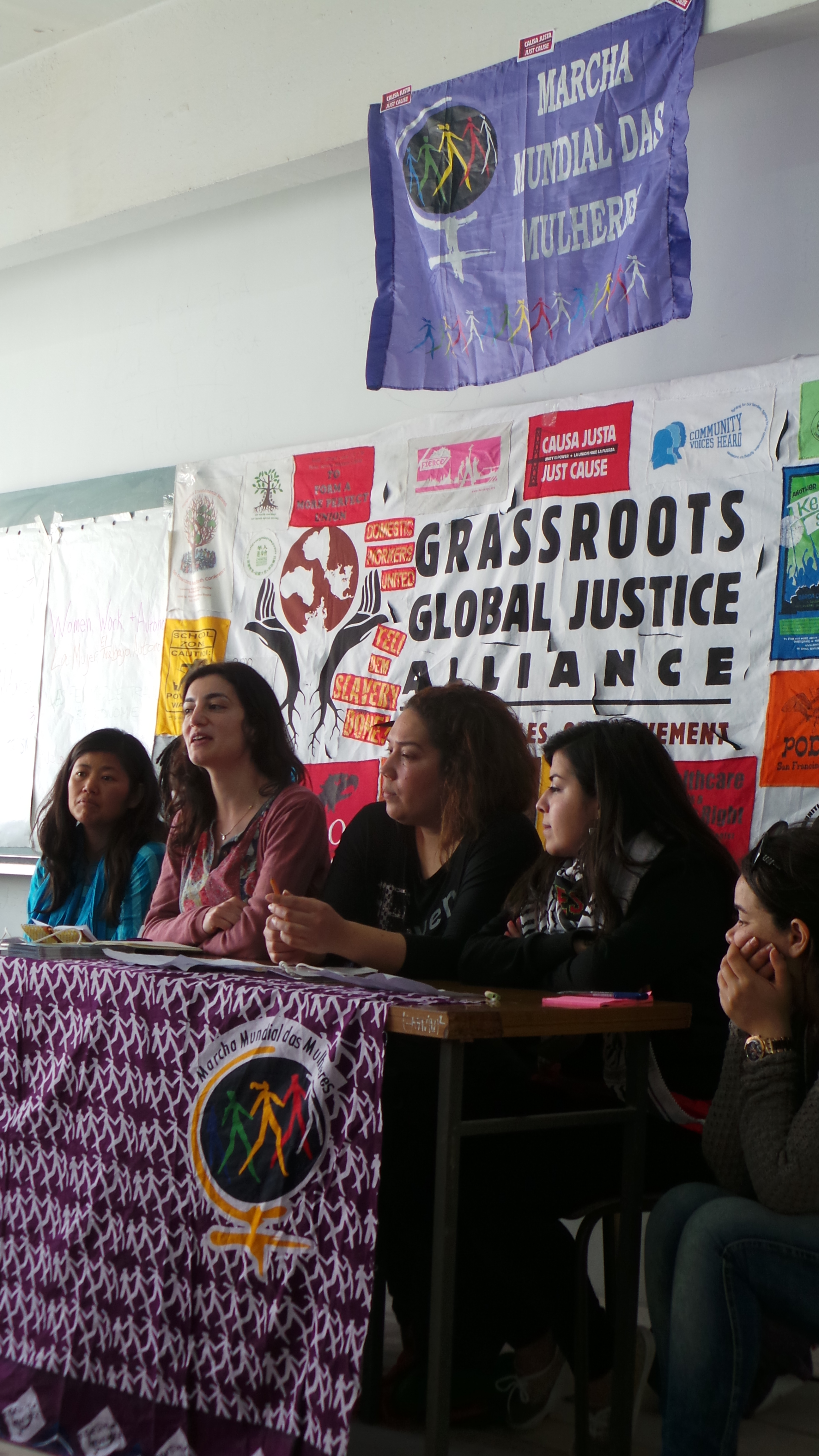
Marcha Mundial de las Mujeres en el Foro Social Mundial 2015 de Túnez

### Autonomía económica de las mujeres
La Marcha Mundial de las Mujeres defiende la autonomía económica como la capacidad de las mujeres de ser proveedoras de su propio sustento así como sostén de las personas que dependen de ella. En este sentido, la autonomía se completa con la capacidad de decidir cuál es la mejor forma para sostener su propia vida.  Según esta organización, la autonomía no es sólo financiera, sino que incluye derechos en materia de acceso a servicios públicos y otros derechos esenciales como la salud y la vida digna.

### Violencia contra las mujeres
Para la Marcha Mundial de las Mujeres, la violencia contra las mujeres es propia, estructural e inherente al sistema patriarcal vigente actualmente en el marco del sistema capitalista.  La violencia opera como herramienta de control de la vida, el cuerpo y la sexualidad de las mujeres por parte de hombres, grupos de hombres, instituciones patriarcales y Estados. Por este diagnóstico hecho por la Marcha, uno de los ejes fundamentales de trabajo es luchar contra el sistema patriarcal, contra la violencia de género y otras formas de violencia contra las mujeres como grupo social.

### Derecho a los bienes comunes y servicios públicos
Los bienes comunes son aquellos bienes específicos que todos comparten y benefician a todos los miembros de una comunidad para mantener una vida digna. Las mujeres tiene derecho a la comida, el agua, la tierra, la vivienda, el conocimiento y los servicios públicios como educación, salud y energía.

### Paz y desmilitarización
La Marcha Mundial de las Mujeres llama especialmente la atención sobre las vejaciones y abusos a que son sometidas las mujeres en tiempos de guerra. Apropiación de sus cuerpos, control, intimidación o trofeo de guerra, son parte de los más variados casos de violencia sexista habituales en zonas de guerra y violencia.  Es por esta razón que la marcha pone especial énfasis en los derechos de las mujeres y en la construcción de sociedades basadas en la paz y la desmilitarización como eje esencial de la construcción de sociedades más justas.

## Publicaciones
- "Cambiar de Rumbo. Cambiar de rumbo. Los objetivos de desarrollo para el milenio vistos a través de la carta mundial de las mujeres para la humanidad" (2005)[2]